# Силетитениз
Силетитениз (Селетитениз) (на казахски: Сілетітеңіз; на руски: Силетытениз, Селетытениз) е горчиво-солено езеро в Северен Казахстан, в източната част на Североказахстанска област и на границата с Павлодарска област.
Езерото Силетитениз заема дъното на обширна котловина, намираща се в южната част на Ишимска равнина (част от Западносибирската равнина), на 64 m н.в. Площ 777 km², която е силно изменчива през годината. Източните и северните му брегове са високи и почти праволинейни, а западните, югозападните и южните са ниски и силно разчленени, постепенно преминаващи в обширни солончаци. Максимална дълбочина 3,2 m, като дъното му е покрито със сероводородна тиня. Има предимно снежно подхранване. В блатата и солончаците южно от него се губи река Силети, която само през пролетта, по време на пълноводието си достига до него и частично го опреснява.